# FBC Kalmarsund
Der FBC Kalmarsund ist ein schwedischer Unihockeyverein aus der Stadt Kalmar. Die Herrenmannschaft spielt in der höchsten Spielklasse, während die Damen  in der zweithöchsten schwedischen Liga spielen.

## Geschichte
Der Verein entstand 2011 aus der Fusion von Färjestadens IBK und Calmare Lindsdal 98, welche bis zu diesem Zeitpunkt separat operierten. Die Herren stiegen nach der Saison 2017/18 in die Svenska Superligan auf. Man bezwang Salems IF in den Aufstiegsspielen in der Serie mit 2:1.

## Stadion
Die ersten Mannschaften spielen im Kalmar Sportcenter, welches Platz für 1200 Zuschauer bietet.

## Statistiken

### Herren

#### Zuschauer
| Saison  | Liga              | ø   |
| ------- | ----------------- | --- |
| 2017/18 | Allsvenskan Södra | 683 |

#### Topscorer
| Saison  | Liga              | Name        | Sp | T  | A  | P  |
| ------- | ----------------- | ----------- | -- | -- | -- | -- |
| 2017/18 | Allsvenskan Södra | Kim Nilsson | 22 | 39 | 26 | 65 |